# 大野山 (兵庫県)
大野山（おおやさん）は、兵庫県川辺郡猪名川町にある標高753.5mの山である。山頂部は猪名川町にあり、北摂山系・丹波高地に属する。ふるさと兵庫50山のひとつ。

## 概要
標高753.5mの大野山は山頂からはほぼ360度の視界が見渡すことが可能で、北摂山系をはじめ六甲山、篠山や京都方面の丹波の山脈、遠くは瀬戸内海や大阪市街も望むことができる。山上には三等三角点が存在し、方位盤も設けられている。春には猪名川町花のツツジやアジサイが山中に咲き、秋にはススキ、ハギが咲き、紅葉の美しい光景も広がる。頂上付近まで車で登ることができ、駐車場も整っており手軽に山歩きが可能である。敷地内には20種類以上の巨岩や奇形岩があり、岩めぐりコース として公開されている。

## 大野アルプスランド
山頂付近には「大野アルプスランド」と呼ばれる自然体験施設があり、無料のキャンプ場が整備されている。また猪名川天文台アストロピアがあり、床に寝そべって鑑賞するプラネタリウムや直径50cmの天体望遠鏡が設置されており、年間を通じて天体観測をすることができる。流星群の時期には観測者が多く来場する。見晴らしが良いため、星空の他にも夕景が美しいことでも有名で、気温などのタイミングによっては雲海も望める。

## キャンプ場
1985年ごろに町が開設。自由に出入りができ、テントを張ったり、バーベキューを楽しんだりと、町内外からの利用者でにぎわってきたが、利用者増とともにごみの量が増え、キャンプ場や周辺に捨てる人が後を絶たず(ごみは持ち帰るルールでごみ捨て場も原則設けていない)、芝生の上で火を直接燃やしたり、木の枝を勝手に切ったりとマナー違反が相次ぎ目立ったため、町と指定管理する地元の柏原生産森林組合との話し合いにより、やむなく2019年1月1日からキャンプ場の一時閉鎖を決めた。ごみの持ち帰りを周知しようと、町などは看板を立て、「このままでは無料開放は限界」などと訴えたが、なかなか効果は見られず。敷地には入れるものの、テントや火を使うなどの行為は禁止されていた。2019年10月に観光協会主催で行政・住民協働で 美化活動イベント を行い、2020年12月より現地での申込み制にて試験的再開している。

## 恋人の聖地
2019年4月、プロポーズにふさわしいロマンチックなスポットとして阪神地域で初めて「恋人の聖地」に選定される。モニュメントのデザインが公募され、地域活動団体 いながわリンク による住民ミーティングで考案したデザインが受賞、2020年11月に 完成披露式典 が行われた。
指輪をかたどった2つの交差した輪の形でできているモニュメント「Two Rings」は、つながりや永遠をあらわし、人と人の輪が重なった先に見えるものを大切にしたいという想いが込められている。

## アクセス
- 電車 能勢電鉄日生中央駅から阪急バス柏原停留所下車、徒歩約60分
- 自動車 兵庫県道12号川西篠山線から柏原方面（大野山内は一方通行）

## 画像解説

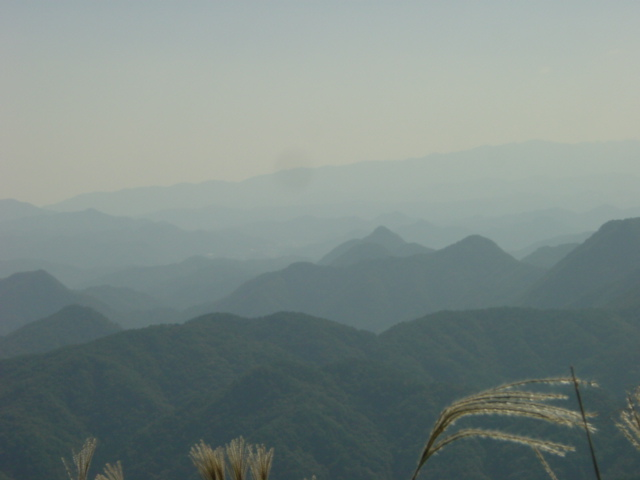
南側眺望　六甲山方向
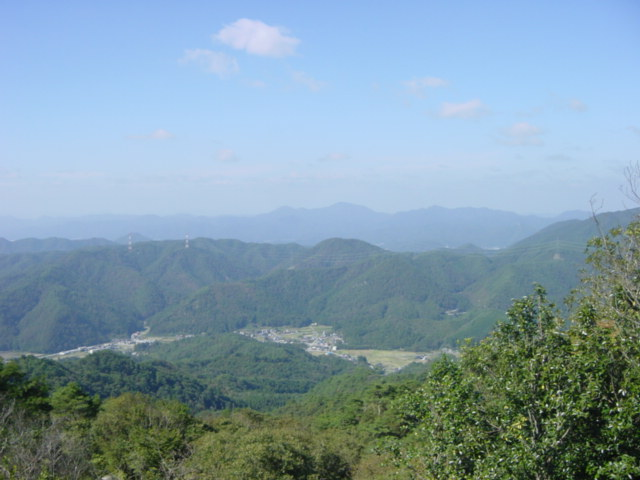
北側眺望
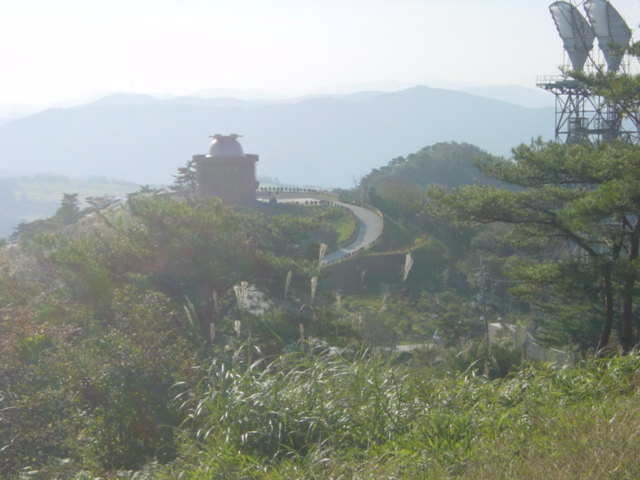
山上からの猪名川天文台アストロピア